# Duplicaria mozambiquensis
Duplicaria mozambiquensis é uma espécie de gastrópode do gênero Duplicaria, pertencente à família Terebridae.